# Gilbert Finn
Pour les articles homonymes, voir Finn (homonymie).
 (décembre 2014).
Gilbert Finn, né le 3 septembre 1920 à Inkerman-Ferry au Nouveau-Brunswick et mort le 7 janvier 2015 à Moncton au Nouveau-Brunswick, est une personnalité politique acadienne.
Le 14 août 1987, le premier ministre Brian Mulroney annonce la nomination de Finn pour remplacer George Stanley à titre de lieutenant-gouverneur de la province du Nouveau-Brunswick à compter du 1er septembre 1987. Il conserve le poste jusqu'au 21 juin 1994.

## Biographie
Gilbert Finn naît le 3 septembre 1920 à Inkerman-Ferry, dans le village d'Inkerman, au Nouveau-Brunswick.
Ses parents sont Ephrem (1891-1980) et Félicité Finn (1897-1988).
Il reçoit un baccalauréat ès arts de l'Université Laval au Québec en 1944.
Il milite pour la défense du français, et s'implique dans le projet de l'hôpital Dr-Georges-L.-Dumont et dans la francisation des services dans la ville de Moncton. Il était d'ailleurs membre de l'Ordre de Jacques-Cartier, dite « la patente », une société secrète vouée à l'avancement du fait français.
Il travaille à la société d'assurance Assomption Vie puis devient recteur de l'Université de Moncton.
Une des actions marquantes de Gilbert Finn est sa visite à Paris en janvier 1968 et sa rencontre avec le général de Gaulle, en compagnie de trois autres Acadiens, Adélard Savoie, Euclide Daigle et Léon Richard. C'est à la suite de cette rencontre que la coopération franco-acadienne est lancée avec envoi de coopérants français, liens entre l'Université de Moncton et celles de Poitiers et d'Amiens et de nombreux échanges scolaires.
En 1987, il devient le deuxième acadien à occuper le poste de lieutenant-gouverneur du Nouveau-Brunswick.
Gilbert Finn épouse Jeannine Boudreau, le 8 septembre 1948 à Caraquet et eurent neuf enfants.
Il a six sœurs et trois frères.
Il meurt le 7 janvier 2015 à Moncton.

## Divers postes occupés
Il devient propagandiste pour les Caisses populaires acadiennes et en 1950, il entre à l'emploi de la Société mutuelle l'Assomption.
Divers postes occupés dans sa vie :
- Mouvement coopératif (1947 à 1950)
- Président directeur général d'Assomption Vie (1962-1981)
- Recteur de l'Université de Moncton (1980-1985)[3]
- Lieutenant gouverneur du Nouveau-Brunswick (14 août 1987 - 21 juin 1994)

Implication dans diverses institutions et organismes:
- L'Hôpital Georges-L.-Dumont
- Le Conseil économique des provinces de l'Atlantique
- La Place l'Assomption
- La Banque nationale du Canada
- La fondation d'un nouveau quotidien, Le Matin
- L'Ordre de Jacques-Cartier ou "La Patente"
- La délégation acadienne en France
- Le Conseil de la Vie française

## Récompenses
Il est nommé membre de l'Ordre du Canada en 1974 et fait Officier en 1979. Il remet toutefois sa médaille à Michaëlle Jean en 2008 en signe de protestation contre la nomination de Henry Morgentaler, un militant du droit à l'avortement.

## Son autobiographie
Gilbert Finn a écrit son autobiographie et sa date de parution était le 30 novembre 2000. Il fera deux lancements de livre soit un à Moncton, sa ville d'accueil et un à Inkerman, son village natal.
"M. Finn a intitulé son livre Fais quelque chose, évoquant ainsi un conseil de son père. Il trace dans ses mémoires les jalons de son cheminement personnel avec candeur et simplicité. Sa perception des événements dans l'œil de la tornade intéressera les lecteurs avides de faits historiques, les personnes engagées dans leur milieu, les entrepreneurs et les gens d'affaires."
"Dans ce livre, il nous "parle ouvertement de "La Patente" ou l'Ordre de Jacques-Cartier, des débuts du Mouvement coopératif en Acadie, de la création du Conseil économique du Nouveau-Brunswick, de l'évolution et de la modernisation de la Société l'Assomption, du Rapport LeBel, de son rectorat à l'Université de Moncton, des quotidiens l'Évangéline et Le Matin, du Voyage des quatre en France et enfin de son mandat à titre de lieutenant-gouverneur du Nouveau-Brunswick."

## Lieutenant-gouverneur du Nouveau-Brunswick
Il est le 26e lieutenant-gouverneur du Nouveau-Brunswick du 1er septembre 1987 à l'âge de 66 ans jusqu'au 21 juin 1994. Son mandat dura presque sept ans. Lorsque Gilbert Finn obtient le poste de lieutenant-gouverneur, il est le 2e Acadien à obtenir ce poste, après Hédard Robichaud de Shippagan. En 2009, seulement trois Acadiens ont réussi à avoir ce poste aussi prestigieux de la province. Le 3e Acadien venu s'ajouter à la liste est Herménégilde Chiasson.

## Hommages
Une école à Inkerman, sa région natale, a porté son nom. (École Gilbert-Finn)